# John Linley Frazier
John Linley Frazier, född 20 januari 1946, död 13 augusti 2009, var en amerikansk massmördare och religiös fanatiker. Han trodde, att Gud uppmanade honom att mörda.
I oktober 1970 sköt Frazier ihjäl ögonkirurgen Victor Ohta, dennes hustru Virginia och deras två söner Derrick (12) och Taggart (11) samt Ohtas sekreterare Dorothy Cadwallader i Santa Cruz i Kalifornien. Därefter tände han eld på bostaden. Frazier ansåg, att han handlade på Guds uppdrag. Efter fyra dagar kunde polisen gripa honom och han dömdes den 29 november 1970 till döden genom gasning. Två år senare avskaffade Kalifornien dödsstraffet och hans straff ändrades till livstids fängelse.
Var femte år prövades Fraziers möjlighet till frigivning. 2008 fick han ännu ett avslag. Året därpå hängde han sig i sin cell på Mule Creek State Prison i Ione i Kalifornien.

## Källa
Crazed Hippy Killer caused horror with 1970 murder of California doctor
1. ↑  Squires, Jennifer. ”Soquel mass murderer John Linley Frazier found dead in prison”. The Mercury News. https://www.mercurynews.com/2009/08/18/soquel-mass-murderer-john-linley-frazier-found-dead-in-prison/.